# Federação Malgaxe de Voleibol
A Federação Malgaxe de Voleibol  (em francêsːFédération Malagasy de Volleyball, FMV) é  uma organização fundada em 1964 que governa a pratica de voleibol em Madagascar, sendo membro da Federação Internacional de Voleibol e da Confederação Africana de Voleibol, a entidade é responsável por  organizar  os campeonatos nacionais de  voleibol masculino e feminino no país.